# Haarlemmermeer Lyceum
Het Haarlemmermeer Lyceum is een school voor voortgezet onderwijs in de Nederlandse gemeente Haarlemmermeer. De school bestaat uit twee locaties, het HLML Tweetalig en het HLML Dalton. Beide scholen zijn gevestigd in Hoofddorp. Het HLML Tweetalig verzorgt tweetalig onderwijs (TTO) op mavo-havo-vwo-niveau. Het HLML Dalton biedt Daltononderwijs op havo- en vwo-niveau. Het Haarlemmermeer Lyceum is tevens een LOOT-school, zodat leerlingen die (top)sport bedrijven een programma op maat kunnen volgen.

## Geschiedenis
De school is in 1959 in Badhoevedorp gesticht door de gemeente Haarlemmermeer als openbaar lyceum en was de oudste school voor vwo met Latijn in Haarlemmermeer.
In de jaren 70 kwam er ook een vestiging in Hoofddorp. In verband met landelijke regels voor neven-locaties van scholen werd de vestiging in Badhoevedorp in 1985 gesloten, ondanks het grotere aantal leerlingen daar. In 1995 besloot de gemeenteraad tot een fusie met de Jansonius Scholengemeenschap en het Speciaal Voortgezet Onderwijs Haarlemmermeer. De school ging vanaf dat moment verder onder de naam Solyvius College.
In 1997 droeg de gemeente Haarlemmermeer het bevoegd gezag over de scholen over aan de Stichting Openbaar Voortgezet Onderwijs Haarlemmermeer (SOVOH), vanaf 2003 is de stichting werkzaam onder de naam Samenwerkingsstichting Voortgezet Onderwijs Haarlemmermeer en Kennemerland (SaVO). De bestuurlijke relatie met de gemeente Haarlemmermeer werd daarmee verbroken. Sinds 1 juli 2007 zijn de SaVO-scholen ondergebracht bij de Stichting Dunamare Onderwijsgroep, die bestaat uit 22 scholen in Haarlemmermeer en Kennemerland. In 2000 besloot het bestuur tot naamswijzigingen van de onderscheiden scholen. Zo kreeg de locatie “Steve Biko” in Hoofddorp de vroegere naam Haarlemmermeer Lyceum terug.
Sinds januari 2004 is het Lyceum gehuisvest op een nieuwe locatie aan de Baron De Coubertinlaan in de Hoofddorpse nieuwbouwwijk Floriande, met in hetzelfde gebouw een openbare bibliotheek.
In september 2014 kwam daar een vestiging bij aan de "Zuidrand" van Hoofddorp.

## De locaties

### HLML Tweetalig
Dit is de oudste van de twee locaties. Hij is gevestigd in hetzelfde gebouw als de bibliotheek Floriande en heeft daarnaast ook nog haar eigen sportzaal. Op deze locatie wordt TTO gegeven en daarnaast doet de school ook aan vele uitwisseling programma's mee met leerlingen uit alle uithoeken van de wereld. Ook biedt deze school Chinees aan.

### HLML Dalton
Deze locatie is in 2014 gebouwd aan de "Zuidrand" van Hoofddorp. Op deze vestiging wordt onderwijs gegeven volgens de principes van het Daltononderwijs. Hier wordt tevens alleen maar onderwijs aangeboden op havo- en vwo-niveau, in tegen stelling tot de Baron de Coubertin, waar ook het mavo-niveau wordt aangeboden. Naast de basisvakken heeft de school het studium excellentie programma, waarin leerlingen naast hun gewone lessen extra cursussen kunnen volgen. Het HLML Dalton is onder meer erg succesvol in het debatteren.

## Bekende oud-leraren
- Henriëtte Boas (tevens publiciste)
- Joep Bertrams (illustrator)
- Henny Jenken (honkbal speler/coach)

## Bekende oud-leerlingen
- Rolf Sanchez - zanger
- Bas Heijne - schrijver
- Frank Heemskerk - politicus
- Jaïro Riedewald - voetballer
- Eythora Thorsdottir - turnster
- Anouk Vetter - atlete
- Sophie Frankenmolen - televisiemaker
- Michel Bezuijen - politicus